# Ditrichophora albitarsis
Ditrichophora albitarsis är en tvåvingeart som först beskrevs av Wulp 1881.  Ditrichophora albitarsis ingår i släktet Ditrichophora och familjen vattenflugor. Inga underarter finns listade i Catalogue of Life.